# Línea 1 de Trolmérida
La línea 1 del Sistema de Transporte Masivo Trolmérida es la primera troncal proyectada de este conjunto de medios de transporte masivos, construida de forma parcial desde su inicio el 6 de marzo de 2001 bajo la administración de la Gobernación del estado Mérida ente que entregó su Primera Fase el 18 de junio de 2007 con un tramo de 15 km desde el Terminal de Rutas Cortas de Ejido, Municipio Campo Elías hasta el sector Pie del Llano de la ciudad de Mérida, Municipio Libertador; la Segunda Fase fue inaugurada el 22 de febrero del 2012 bajo la ejecución del Ministerio del poder popular de Obras Públicas e Infraestructura,, segunda fase que comprende un tramo de 3,1 km a lo largo de la Av. 16 de Septiembre de la ciudad de Mérida, al margen del Aeropuerto Alberto Carnevalli.
La Fase 3 se encuentra en ejecución bajo la supervisión del Ministerio del poder popular de Transporte Terrestre, el cual permitirá enlazar la línea 1 con las líneas 2 y 3 del mismo sistema en un tramo de 2,02 km.
La línea 1 comprende desde la estación "Terminal Ejido" en Ejido hasta la estación "Los Conquistadores" en Mérida, con un recorrido total de 18,2 km, cubriendo las avenidas Centenario, Monseñor Chacón, Andrés Bello, Enlace vial Alexander Quintero, 16 de septiembre, Don Tulio Febres Cordero, Av. Campo Elías (26) y Paseo Domingo Peña.

## Estaciones

### Fase 1
- Terminal de Ejido: Estación intermodal y conexión con el Terminal de Rutas Alimentadoras del Sistema BUS-Mérida, ubicada en la Avenida Centenario de la ciudad de Ejido, puntos de referencia: C.C. Ejido Mall, Makro, Mercal-Ejido, Centro de Ejido y Zona Industrial de Ejido.

- Pozo Hondo: ubicada en la Avenida Centenario de la ciudad de Ejido, puntos de referencia: Estación de Bomberos del Municipio Campo Elías, C.C. Campo Alegre y E/S Centenario.

- Centenario: ubicada en la Avenida Centenario de la ciudad de Ejido, puntos de referencia: C.C. Centenario, Residencias Centenario y Banco Bicentenario.

- Montalbán: ubicada en la Avenida Centenario de la ciudad de Ejido, puntos de referencia: E/S Montalban, Casco histórico de Montalban y Motel Villa Suite.

- Las Cruces: ubicada en la Avenida Monseñor Chacon de la ciudad de Ejido, puntos de referencia: Barrio Las Cruces y Planta Termoeléctrica "Yuban Ortega".

- Pan de Azúcar: ubicada en la Avenida Monseñor Chacon de la ciudad de Ejido, puntos de referencia: Barrio Pan de Azúcar, Urb. Campo Claro, Distribuidor vial "5 Águilas Blancas" y Complejo Olímpico Metropolitano.

- La Parroquia: ubicada en la Av. Andrés Bello de la ciudad de Mérida, puntos de referencia: entrada al Complejo Olímpico Metropolitano y Colegio de Abogados de Mérida.

- La Mara: ubicada en la Av. Andrés Bello de la ciudad de Mérida, puntos de referencia: Plaza La Avioneta, Urb. Los Curos y Casco Central de La Parroquia.

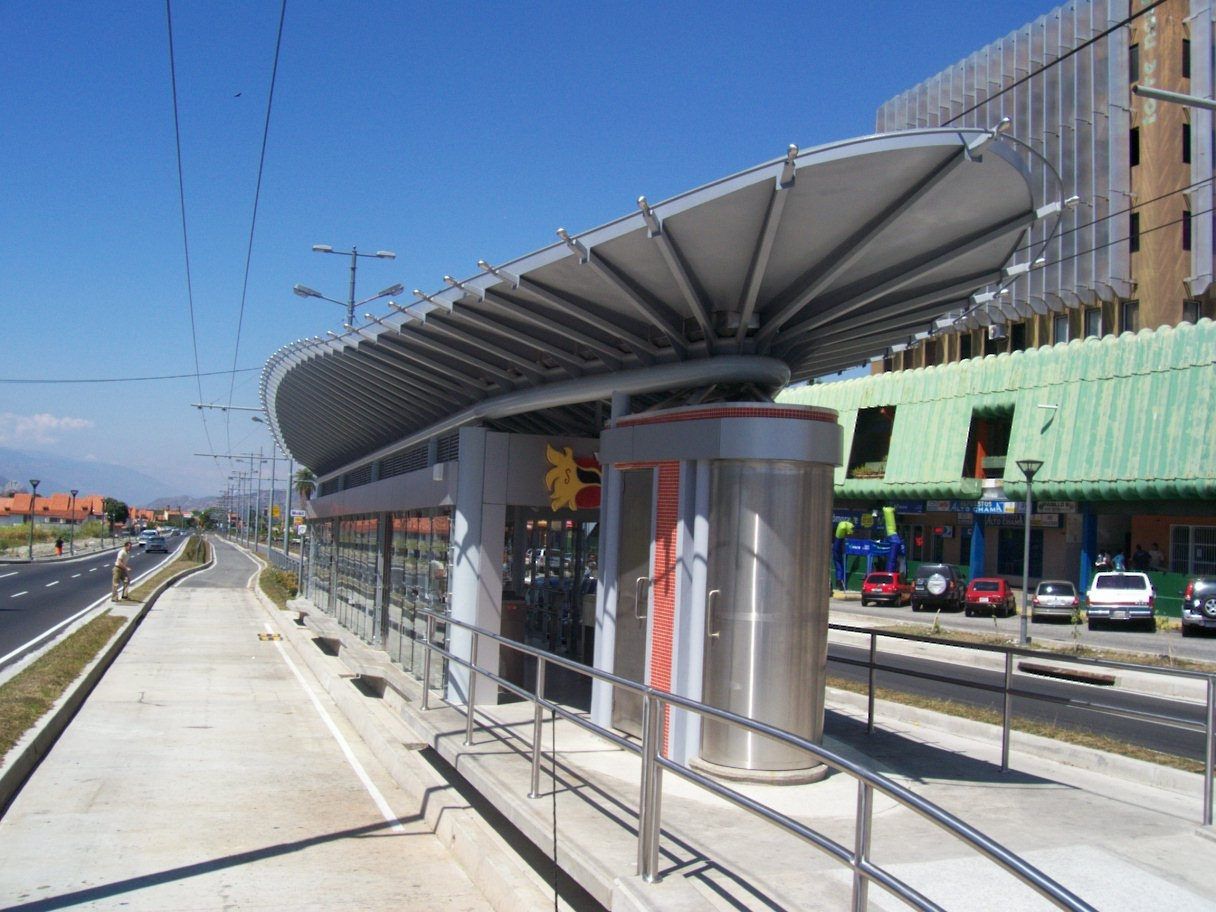
Estación Alto Chama de la Línea 1.

- Alto Chama: ubicada en la  Av. Andrés Bello de la ciudad de Mérida, puntos de referencia: C.C. Alto Chama y Casco Central de La Parroquia.

- Carrizal: ubicada en la Av. Andrés Bello de la ciudad de Mérida, puntos de referencia: Parque Las Banderas, C.C. Milenium Mall, Urb. El Carrizal y Torre del I.P.P. de la Universidad de los Andes.

- Museo de Ciencias: ubicada en la  Av. Andrés Bello de la ciudad de Mérida, puntos de referencia: Residencias Las Tapias, Museo de Ciencias y Tecnología de Mérida, Laguna de Las Rosas y Talleres Gráficos de la Universidad de Los Andes.

- Las Tapias: ubicada en la Av. Andrés Bello de la ciudad de Mérida, puntos de referencia: Urb. Las Tapías y Plaza de la Guardia Nacional.

- El Acuario: ubicada en la Av. Andrés Bello de la ciudad de Mérida, puntos de referencia: C.C. Las Tapias, Parque El Ejército, Acuario de Mérida, Urb. Belenzate y Urb. Humbolt.

- San Antonio: ubicada en la Av. Andrés Bello, de la ciudad de Mérida, puntos de referencia: C.C. San Antonio, C.C. San Cristóbal, Centro Profesional El Atrium, McDonalds y Farmatodo.

- Pie del Llano: ubicada en el Enlace vial Alexander Quintero de la ciudad de Mérida, puntos de referencia: Av. Andrés Bello, E/S Mario Charal, Viaducto Sucre y Av. Urdaneta.

### Fase 2
- Santa Juana: ubicada en la Avenida 16 de Septiembre de la ciudad de Mérida, puntos de referencia: esquina de las Av. 16 de Septiembre y Av. Manuel Pulido Méndez, Mercado Jacinto Plaza y Urb. Santa Juana.

- Soto Rosa: ubicada en la Avenida 16 de Septiembre de la ciudad de Mérida, puntos de referencia: Mercado Soto Rosa, Complejo Deportivo Los Andes, Urb. Santa Mónica y E.T.I. Manuel Pulido Mendez.

- María Mazzarello: ubicada en la Avenida 16 de Septiembre de la ciudad de Mérida, puntos de referencia: Barrio Campo de Oro, Colegio Maria Mazarrello, Complejo Universitario "Campo de Oro" de la Universidad de Los Andes.

- Campo de Oro: ubicada en la Avenida 16 de Septiembre de la ciudad de Mérida, puntos de referencia: Barrio Campo de Oro, entrada sur del I.A.H.U.L.A., Facultad de Farmacia y Bioanálisis de la Universidad de Los Andes.

- Hospital Universitario: ubicada en la Avenida 16 de Septiembre de la ciudad de Mérida, puntos de referencia: Urb. Juan XXIII, entrada principal del I.A.H.U.L.A., Barrio Santa Elena e IPASME Nacional.

- Mercado Periférico: (estación intermodal) ubicada en la Avenida Don Tulio Febres Cordero de la ciudad de Mérida, puntos de referencia: Mercado Periférico, Av. Gonzalo Picón, Complejo Deportivo Luis Ghersy, Plaza Glorias Patrias, Av. Urdaneta, Viaducto Miranda y Mercado Principal.

### Fase 3
- Luis Ghersy: ubicada en la Avenida Don Tulio Febres Cordero de la ciudad de Mérida, puntos de referencia: Complejo Deportivo Luis Ghersy, Plaza Glorias Patrias y Av. Gonzalo Picón.

- Facultad de Medicina (en construcción): ubicada en la Avenida Don Tulio Febres Cordero de la ciudad de Mérida, puntos de referencia: Facultad de Medicina de la Universidad de Los Andes y Ambulatorio El Llano.

- Universidad: ubicada en la Avenida Campo Elías de la ciudad de Mérida, puntos de referencia: Piscina Teresita Isaguirre, Complejo Deportivo Lourdes de la  Universidad de Los Andes y Centro de Mérida.

- Domingo Peña: estación intermodal y conexión con las líneas 2 y 3, ubicada en la Avenida Domingo Peña de la ciudad de Mérida, puntos de referencia: Urb. Paseo La Feria, Av. Campo Elías, Av. 8 Maldonado, Sistema Teleférico de Mérida, Parque Las Heroínas de Mérida, Escuela de Enfermería de la Universidad de Los Andes y Complejo Deportivo Lourdes.